# Tortolena
Tortolena är ett släkte av spindlar. Tortolena ingår i familjen trattspindlar.
Kladogram enligt Catalogue of Life:
| Tortolena | \| \| Tortolena dela \| \| \| \| \| \| Tortolena glaucopis \| \| \| \| |
|           | \| \| Tortolena dela \| \| \| \| \| \| Tortolena glaucopis \| \| \| \| |
|           | Tortolena dela                                                         |
|           |                                                                        |
|           | Tortolena glaucopis                                                    |
|           |                                                                        |